# Нелсон Луис Керчнер
Нелсон Луис Керчнер (31. децембар 1962) бивши је бразилски фудбалер.

## Каријера
Током каријере играо је за Сао Пауло, Фламенго, Коринтијанс Паулиста и Kashiwa Reysol.

## Репрезентација
За репрезентацију Бразила дебитовао је 1987. године. За национални тим одиграо је 17 утакмица и постигао 1 гол.

## Статистика
| Бразил | Бразил | Бразил |
| Год.   | Ута.   | Гол.   |
| ------ | ------ | ------ |
| 1987   | 11     | 1      |
| 1988   | 4      | 0      |
| 1989   | 1      | 0      |
| 1990   | 1      | 0      |
| Укупно | 17     | 1      |